# Commelina spectabilis
Commelina spectabilis är en himmelsblomsväxtart som beskrevs av Charles Baron Clarke. Commelina spectabilis ingår i släktet himmelsblommor, och familjen himmelsblomsväxter.
Artens utbredningsområde är Angola.

## Underarter
Arten delas in i följande underarter:
- C. s. ramosa
- C. s. spectabilis